# Stevan Sinđelić
Stevan Sinđelić (Vojska, 19. svibnja 1770. – Čegar, 1809.) srpski vojskovođa.

## Životopis
Rodio se 1770. godine u selu Vojsci. Njegov otac, ugledni obrtnik Radovan Rakić umro je vrlo mlad, pa se Stevanova majka Sinđelija preudala. Zato su ga ljudi po majci Sinđeliji prozvali Sinđelić. 

## Vanjske poveznice
|  | Zajednički poslužitelj ima još gradiva o temi Stevan Sinđelić |